# Дания на летних Олимпийских играх 2012
Дания на летних Олимпийских играх 2012 года была представлена в семнадцати видах спорта.

## Награды

### Золото
| Золото |                                    |                                                           |
| №      | Спортсмены                         | Вид спорта (дисциплина)                                   |
| 1      | Мадс Расмуссен Квист Расмус Хансен | Академическая гребля (мужчины, парные двойки, лёгкий вес) |
| 2      | Лассе Норман Хансен                | Велоспорт (мужчины, омниум)                               |

### Серебро
| Серебро |                             |                                          |
| №       | Спортсмены                  | Вид спорта (дисциплина)                  |
| 1       | Андерс Голлинг              | Стрельба (мужчины, скит)                 |
| 2       | Фие Удбю Эриксен            | Академическая гребля (женщины, одиночки) |
| 3       | Йонас Хёг-Кристенсен        | Парусный спорт (мужчины, Финн)           |
| 4       | Матиас Боэ Карстен Могенсен | Бадминтон (мужчины, парный разряд)       |

### Бронза
| Бронза |                                                            |                                                      |
| 1      | Каспер Винтер Мортен Йоргенсен Якоб Барсое Эскильд Эббесен | Академическая гребля (мужчины, четвёрки, лёгкий вес) |
| 2      | Йоахим Фишер Нильсен Кристинна Педерсен                    | Бадминтон (смешанный разряд)                         |
| 3      | Петер Ланг Аллан Нёррегорд                                 | Парусный спорт (49er)                                |

## Результаты соревнований

### Академическая гребля
В следующий раунд из каждого заезда проходили несколько лучших экипажей (в зависимости от дисциплины). В утешительный заезд попадали спортсмены, выбывшие в предварительном раунде. В финал A выходили 6 сильнейших экипажей, остальные разыгрывали места в утешительных финалах B-F.
Мужчины
| Соревнование              | Спортсмены       | Предварительный заезд | Предварительный заезд | Предварительный заезд | Отборочный заезд | Отборочный заезд | Отборочный заезд | Четвертьфинал | Четвертьфинал | Четвертьфинал | Полуфинал     | Полуфинал     | Полуфинал     | Финал   | Финал   | Итоговое место |
| Соревнование              | Спортсмены       | Заезд                 | Время                 | Место                 | Заезд            | Время            | Место            | Заезд         | Время         | Место         | Заезд         | Время         | Место         | Время   | Место   | Итоговое место |
| ------------------------- | ---------------- | --------------------- | --------------------- | --------------------- | ---------------- | ---------------- | ---------------- | ------------- | ------------- | ------------- | ------------- | ------------- | ------------- | ------- | ------- | -------------- |
| одиночки                  | Хенрик Стефансен | 2                     | 6:46,32               | 3 Q                   | Не участвовал    | Не участвовал    | Не участвовал    | 4             | 6:55,95       | 4             | Полуфинал C/D | Полуфинал C/D | Полуфинал C/D | Финал C | Финал C | 13             |
| одиночки                  | Хенрик Стефансен | 2                     | 6:46,32               | 3 Q                   | Не участвовал    | Не участвовал    | Не участвовал    | 4             | 6:55,95       | 4             | 1             | 7:29,76       | 1             | 7:19,62 | 1       | 13             |
| Парные двойки, лёгкий вес |                  |                       |                       |                       |                  |                  |                  |               |               |               |               |               |               |         |         |                |
| Четвёрки, лёгкий вес      |                  |                       |                       |                       |                  |                  |                  |               |               |               |               |               |               |         |         |                |

Женщины
| Соревнование              | Спортсмены | Отборочная гонка | Отборочная гонка | Четвертьфинал/ Дополнительная гонка | Четвертьфинал/ Дополнительная гонка | Полуфинал | Полуфинал | Финал | Финал |
| Соревнование              | Спортсмены | Время            | Место            | Время                               | Место                               | Время     | Место     | Время | Место |
| ------------------------- | ---------- | ---------------- | ---------------- | ----------------------------------- | ----------------------------------- | --------- | --------- | ----- | ----- |
| Парные двойки, лёгкий вес |            |                  |                  |                                     |                                     |           |           |       |       |

### Бадминтон
Спортсменов — 9
Мужчины
| Соревнование     | Спортсмены                  | Групповой этап | Групповой этап | Групповой этап | 1/8 финала    | 1/4 финала    | 1/2 финала    | Финал         | Финал |
| Соревнование     | Спортсмены                  | 1 матч         | 2 матч         | 3 матч         | 1/8 финала    | 1/4 финала    | 1/2 финала    | Финал         | Финал |
| Соревнование     | Спортсмены                  | Соперник Счёт  | Соперник Счёт  | Соперник Счёт  | Соперник Счёт | Соперник Счёт | Соперник Счёт | Соперник Счёт | Место |
| ---------------- | --------------------------- | -------------- | -------------- | -------------- | ------------- | ------------- | ------------- | ------------- | ----- |
| Одиночный разряд | Петер Гаде                  |                |                |                |               |               |               |               |       |
| Одиночный разряд | Ян Э. Йоргенсен             |                |                |                |               |               |               |               |       |
| Парный разряд    | Матиас Боэ Карстен Могенсен |                |                |                |               |               |               |               |       |

Женщины
| Соревнование     | Спортсмены                             | Групповой этап | Групповой этап | Групповой этап | 1/8 финала    | 1/4 финала    | 1/2 финала    | Финал         | Финал |
| Соревнование     | Спортсмены                             | 1 матч         | 2 матч         | 3 матч         | 1/8 финала    | 1/4 финала    | 1/2 финала    | Финал         | Финал |
| Соревнование     | Спортсмены                             | Соперник Счёт  | Соперник Счёт  | Соперник Счёт  | Соперник Счёт | Соперник Счёт | Соперник Счёт | Соперник Счёт | Место |
| ---------------- | -------------------------------------- | -------------- | -------------- | -------------- | ------------- | ------------- | ------------- | ------------- | ----- |
| Одиночный разряд | Тине Баун                              |                |                |                |               |               |               |               |       |
| Парный разряд    | Камилла Рюттер Юхль Кристинна Педерсен |                |                |                |               |               |               |               |       |

Микст
| Соревнование | Спортсмены                              | Групповой этап | Групповой этап | Групповой этап | 1/8 финала    | 1/4 финала    | 1/2 финала    | Финал         | Финал |
| Соревнование | Спортсмены                              | 1 матч         | 2 матч         | 3 матч         | 1/8 финала    | 1/4 финала    | 1/2 финала    | Финал         | Финал |
| Соревнование | Спортсмены                              | Соперник Счёт  | Соперник Счёт  | Соперник Счёт  | Соперник Счёт | Соперник Счёт | Соперник Счёт | Соперник Счёт | Место |
| ------------ | --------------------------------------- | -------------- | -------------- | -------------- | ------------- | ------------- | ------------- | ------------- | ----- |
| Микст        | Томас Лайборн Камилла Рюттер Юхль       |                |                |                |               |               |               |               |       |
| Микст        | Йоахим Фишер Нильсен Кристинна Педерсен |                |                |                |               |               |               |               |       |

### Бокс
Мужчины
| Соревнование | Спортсмены    | Первый раунд       | Второй раунд       | Четвертьфинал      | Полуфинал          | Финал              |
| Соревнование | Спортсмены    | Соперник Результат | Соперник Результат | Соперник Результат | Соперник Результат | Соперник Результат |
| ------------ | ------------- | ------------------ | ------------------ | ------------------ | ------------------ | ------------------ |
| до 56 кг     | Деннис Сейлан |                    |                    |                    |                    |                    |

### Борьба
Мужчины
Греко-римская борьба
| Соревнование | Спортсмены | Первый раунд       | Второй раунд       | Четвертьфинал      | Полуфинал          | Финал              |
| Соревнование | Спортсмены | Соперник Результат | Соперник Результат | Соперник Результат | Соперник Результат | Соперник Результат |
| ------------ | ---------- | ------------------ | ------------------ | ------------------ | ------------------ | ------------------ |
| до 55 кг     |            |                    |                    |                    |                    |                    |
| до 74 кг     |            |                    |                    |                    |                    |                    |

### Велоспорт

#### Трековый велоспорт
Мужчины
| Соревнование                  | Спортсмены | Квалификация | Квалификация | Первый раунд   | Второй раунд   | 1\4 финала     | 1\2 финала     | Финал Матч за 3-е место | Место |
| Соревнование                  | Спортсмены | Время        | Место        | Соперник Время | Соперник Время | Соперник Время | Соперник Время | Соперник Время Очки     | Место |
| ----------------------------- | ---------- | ------------ | ------------ | -------------- | -------------- | -------------- | -------------- | ----------------------- | ----- |
| Командная гонка преследования |            |              |              |                |                |                |                |                         |       |
| Омниум                        |            |              |              |                |                |                |                |                         |       |

#### Шоссейный велоспорт
Мужчины
| Соревнование     | Спортсмены | Время | Место |
| ---------------- | ---------- | ----- | ----- |
| групповая гонка  |            |       |       |
|                  |            |       |       |
|                  |            |       |       |
|                  |            |       |       |
| раздельная гонка |            |       |       |
|                  |            |       |       |

### Водные виды спорта

#### Плавание
Женщины
В бассейне
| Соревнование                         | Спортсмены | Предварительный раунд | Предварительный раунд | Полуфинал | Полуфинал | Финал     | Финал |
| Соревнование                         | Спортсмены | Результат             | Место                 | Результат | Место     | Результат | Место |
| ------------------------------------ | ---------- | --------------------- | --------------------- | --------- | --------- | --------- | ----- |
| Эстафета 4×100 метров вольным стилем |            |                       |                       |           |           |           |       |
|                                      |            |                       |                       |           |           |           |       |

### Гандбол
Спортсменов — 14

#### Мужчины
Состав команды
Результаты
Группа B
| Место | Команда          | В | В | Н | П | ГЗ  | ГП  | +/- | Очки |
| ----- | ---------------- | - | - | - | - | --- | --- | --- | ---- |
| 1     | Хорватия         | 5 | 5 | 0 | 0 | 150 | 109 | +41 | 10   |
| 2     | Дания            | 5 | 4 | 0 | 1 | 124 | 129 | −5  | 8    |
| 3     | Испания          | 5 | 3 | 0 | 2 | 130 | 116 | +14 | 6    |
| 4     | Венгрия          | 5 | 2 | 0 | 3 | 114 | 128 | −14 | 4    |
| 5     | Сербия           | 5 | 1 | 0 | 4 | 120 | 131 | −11 | 2    |
| 6     | Республика Корея | 5 | 0 | 0 | 5 | 115 | 140 | −25 | 0    |

| 29 июля 21:15 (UTC+1) | Отчёт | Венгрия         | 25:27 (10:13) | Дания             | Коппер Бокс Зрителей: 5000 Судьи: Нордин Лазар, Лоран Ревере |
| 29 июля 21:15 (UTC+1) | Отчёт | Габор Часар — 8 | Голы          | Андерс Эггерт — 9 | Коппер Бокс Зрителей: 5000 Судьи: Нордин Лазар, Лоран Ревере |

| 31 июля 19:30 (UTC+1) | Отчёт | Дания              | 24:23 (13:12) | Испания      | Коппер Бокс Зрителей: 4368 Судьи: Ненад Крстич, Петер Любич |
| 31 июля 19:30 (UTC+1) | Отчёт | Миккель Хансен — 8 | Голы          | 3 игрока — 4 | Коппер Бокс Зрителей: 4368 Судьи: Ненад Крстич, Петер Любич |

| 2 августа 19:30 (UTC+1) | Отчёт | Сербия         | 25:26 (11:13) | Дания              | Коппер Бокс Зрителей: 4504 Судьи: Ларс Гайпель, Маркус Хельбиг |
| 2 августа 19:30 (UTC+1) | Отчёт | Марко Вуин — 7 | Голы          | Миккель Хансен — 7 | Коппер Бокс Зрителей: 4504 Судьи: Ларс Гайпель, Маркус Хельбиг |

| 4 августа 16:15 (UTC+1) | Отчёт | Хорватия     | 32:21 (14:9) | Дания                            | Коппер Бокс Зрителей: 4800 Судьи: Нордин Лазар, Лоран Ревере |
| 4 августа 16:15 (UTC+1) | Отчёт | 3 игрока — 5 | Голы         | Андерс Эггерт, Ханс Линдберг — 5 | Коппер Бокс Зрителей: 4800 Судьи: Нордин Лазар, Лоран Ревере |

| 6 августа 14:30 (UTC+1) | Отчёт | Дания                              | 26:24 (13:14) | Республика Корея | Коппер Бокс Зрителей: 4546 Судьи: Мохамед Аль-Нуаими, Омар Омар |
| 6 августа 14:30 (UTC+1) | Отчёт | Андерс Эггерт, Михаэль Кнудсен — 6 | Голы          | Ём Хё Вон — 6    | Коппер Бокс Зрителей: 4546 Судьи: Мохамед Аль-Нуаими, Омар Омар |

1/4 финала
| 8 августа 18:00 (UTC+1) | Отчёт | Дания             | 22:24 (9:11) | Швеция            | Баскетбольная арена Зрителей: 9494 Судьи: Георгий Начевский, Славе Николов |
| 8 августа 18:00 (UTC+1) | Отчёт | Ханс Линдберг — 6 | Голы         | Далибор Додер — 6 | Баскетбольная арена Зрителей: 9494 Судьи: Георгий Начевский, Славе Николов |

Итог: 6-е место

### Гимнастика

#### Прыжки на батуте
Мужчины
| Соревнование      | Спортсмены | Квалификация | Квалификация | Финал | Финал |
| Соревнование      | Спортсмены | Очки         | Место        | Очки  | Место |
| ----------------- | ---------- | ------------ | ------------ | ----- | ----- |
| личное первенство |            |              |              |       |       |

### Гребля на байдарках и каноэ

#### Гребля на гладкой воде
Мужчины
| Соревнование | Спортсмены | Предварительный этап | Предварительный этап | Полуфиналы | Полуфиналы | Финал | Финал |
| Соревнование | Спортсмены | Время                | Место                | Время      | Место      | Время | Место |
| ------------ | ---------- | -------------------- | -------------------- | ---------- | ---------- | ----- | ----- |
| Б-1, 200 м   |            |                      |                      |            |            |       |       |
| Б-4, 1000 м  |            |                      |                      |            |            |       |       |

Женщины
| Соревнование | Спортсмены | Предварительный этап | Предварительный этап | Полуфиналы | Полуфиналы | Финал | Финал |
| Соревнование | Спортсмены | Время                | Место                | Время      | Место      | Время | Место |
| ------------ | ---------- | -------------------- | -------------------- | ---------- | ---------- | ----- | ----- |
| Б-1, 500 м   |            |                      |                      |            |            |       |       |

### Конный спорт
Выездка
| Индивидуальное первенство |  |  |  |  |  |  |  |  |  |
|                           |  |  |  |  |  |  |  |  |  |
|                           |  |  |  |  |  |  |  |  |  |
| Командное первенство      |  |  |  |  |  |  |  |  |  |

### Лёгкая атлетика
Мужчины
| Дисциплина | Спортсмен | Предварительный раунд | Предварительный раунд | Четвертьфиналы | Четвертьфиналы | Полуфиналы | Полуфиналы | Финал     | Финал |
| Дисциплина | Спортсмен | Результат             | Место                 | Результат      | Место          | Результат  | Место      | Результат | Место |
| ---------- | --------- | --------------------- | --------------------- | -------------- | -------------- | ---------- | ---------- | --------- | ----- |
| 800 м      |           |                       |                       |                |                |            |            |           |       |
| марафон    |           |                       |                       |                |                |            |            |           |       |

Женщины
| Дисциплина      | Спортсмен | Предварительный раунд | Предварительный раунд | Четвертьфиналы | Четвертьфиналы | Полуфиналы | Полуфиналы | Финал     | Финал |
| Дисциплина      | Спортсмен | Результат             | Место                 | Результат      | Место          | Результат  | Место      | Результат | Место |
| --------------- | --------- | --------------------- | --------------------- | -------------- | -------------- | ---------- | ---------- | --------- | ----- |
| 400 м с/б       |           |                       |                       |                |                |            |            |           |       |
| марафон         |           |                       |                       |                |                |            |            |           |       |
| прыжки с шестом |           |                       |                       |                |                |            |            |           |       |

### Настольный теннис
Спортсменов — 3
Соревнования по настольному теннису проходили по системе плей-офф. Каждый матч продолжался до тех пор, пока один из теннисистов не выигрывал 4 партии. Сильнейшие 16 спортсменов начинали соревнования с третьего раунда, следующие 16 по рейтингу стартовали со второго раунда. 
Мужчины
| Соревнование     | Спортсмены         | Квалификация       | Первый раунд               | Второй раунд         | Третий раунд                | 1/8 финала                   | Четвертьфинал              | Полуфинал            | Финал                | Место |
| Соревнование     | Спортсмены         | Соперник Результат | Соперник Результат         | Соперник Результат   | Соперник Результат          | Соперник Результат           | Соперник Результат         | Соперник Результат   | Соперник Результат   | Место |
| ---------------- | ------------------ | ------------------ | -------------------------- | -------------------- | --------------------------- | ---------------------------- | -------------------------- | -------------------- | -------------------- | ----- |
| Одиночный разряд | Микаэль Мэйс (13)  | Не участвовал      | Не участвовал              | Не участвовал        | К. Креанга (GRE) (29) В 4:1 | Д. Мидзутани (JPN) (3) В 4:0 | Д. Овчаров (GER) (8) П 3:4 | Завершил выступление | Завершил выступление | 5     |
| Одиночный разряд | Аллан Бентсен (47) | Не участвовал      | Д. Цвикль (HUN) (52) П 1:4 | Завершил выступление | Завершил выступление        | Завершил выступление         | Завершил выступление       | Завершил выступление | Завершил выступление | 49    |

Женщины
Одиночный разряд
| Соревнование     | Спортсмены | Предварительный раунд | Первый раунд       | Второй раунд       | Третий раунд       | Четвёртый раунд    | Четвертьфинал      | Полуфинал          | Финал              |
| Соревнование     | Спортсмены | Соперник Результат    | Соперник Результат | Соперник Результат | Соперник Результат | Соперник Результат | Соперник Результат | Соперник Результат | Соперник Результат |
| ---------------- | ---------- | --------------------- | ------------------ | ------------------ | ------------------ | ------------------ | ------------------ | ------------------ | ------------------ |
| Одиночный разряд |            |                       |                    |                    |                    |                    |                    |                    |                    |
| Мие Скоу         |            |                       |                    |                    |                    |                    |                    |                    |                    |

### Парусный спорт
Спортсменов — 13
Соревнования по парусному спорту в каждом из классов состояли из 10 гонок, за исключением класса 49er, где проводилось 15 заездов. В каждой гонке спортсмены стартовали одновременно. Победителем каждой из гонок становился экипаж, первым пересекший финишную черту. Количество очков, идущих в общий зачёт, соответствовало занятому командой месту. 10 лучших экипажей по результатам 10 гонок попадали в медальную гонку, результаты которой также шли в общий зачёт. В случае если участник соревнований не смог завершить гонку ему начислялось количество очков, равное количеству участников плюс один. При итоговом подсчёте очков не учитывался худший результат, показанный экипажем в одной из гонок. Сборная, набравшая наименьшее количество очков, становится олимпийским чемпионом.
Мужчины
| Класс    | Спортсмены        | Гонка | Гонка | Гонка | Гонка | Гонка | Гонка | Гонка | Гонка | Гонка | Гонка | Гонка         | Очки | Место |
| Класс    | Спортсмены        | 1     | 2     | 3     | 4     | 5     | 6     | 7     | 8     | 9     | 10    | M             | Очки | Место |
| -------- | ----------------- | ----- | ----- | ----- | ----- | ----- | ----- | ----- | ----- | ----- | ----- | ------------- | ---- | ----- |
| RS:X     | Себастьян Фляйшер | 18    | 28    | 24    | 23    | 29    | 29    | 29    | 15    | 28    | 26    | Не участвовал | 220  | 29    |
| Лазер    |                   |       |       |       |       |       |       |       |       |       |       |               |      |       |
| Звёздный |                   |       |       |       |       |       |       |       |       |       |       |               |      |       |
| Финн     |                   |       |       |       |       |       |       |       |       |       |       |               |      |       |

Женщины
| Класс        | Спортсмены | Гонка | Гонка | Гонка | Гонка | Гонка | Гонка | Гонка | Гонка | Гонка | Гонка | Гонка | Очки | Место |
| Класс        | Спортсмены | 1     | 2     | 3     | 4     | 5     | 6     | 7     | 8     | 9     | 10    | M     | Очки | Место |
| ------------ | ---------- | ----- | ----- | ----- | ----- | ----- | ----- | ----- | ----- | ----- | ----- | ----- | ---- | ----- |
| 470          |            |       |       |       |       |       |       |       |       |       |       |       |      |       |
| Лазер Радиал |            |       |       |       |       |       |       |       |       |       |       |       |      |       |

Эллиот
В классе Эллиот соревнованлись 12 экипажей, которые на предварительном раунде в матчевых поединках встречались каждый с каждым. Восемь лучших экипажей выходили в плей-офф, где по олимпийской системе определяли тройку призёров соревнований.
| Класс  | Спортсмены | Матчи | Матчи | Матчи | Матчи | Матчи | Матчи | Матчи | Матчи | Матчи | Матчи | Матчи | Матчи      | Матчи      | Матчи | Место |
| Класс  | Спортсмены | 1     | 2     | 3     | 4     | 5     | 6     | 7     | 8     | 9     | 10    | 11    | 1/4 финала | 1/2 финала | Финал | Место |
| ------ | ---------- | ----- | ----- | ----- | ----- | ----- | ----- | ----- | ----- | ----- | ----- | ----- | ---------- | ---------- | ----- | ----- |
| Эллиот |            |       |       |       |       |       |       |       |       |       |       |       |            |            |       |       |

Открытый класс
| Класс | Спортсмены | Гонка | Гонка | Гонка | Гонка | Гонка | Гонка | Гонка | Гонка | Гонка | Гонка | Гонка | Гонка | Гонка | Гонка | Гонка | Гонка | Очки | Место |
| Класс | Спортсмены | 1     | 2     | 3     | 4     | 5     | 6     | 7     | 8     | 9     | 10    | 11    | 12    | 13    | 14    | 15    | M     | Очки | Место |
| ----- | ---------- | ----- | ----- | ----- | ----- | ----- | ----- | ----- | ----- | ----- | ----- | ----- | ----- | ----- | ----- | ----- | ----- | ---- | ----- |
| 49er  |            |       |       |       |       |       |       |       |       |       |       |       |       |       |       |       |       |      |       |

Использованы следующие сокращения:
- M — медальная гонка

### Стрельба
Мужчины
| Соревнование             | Спортсмены | Квалификация | Квалификация | Финал | Всего     | Всего |
| Соревнование             | Спортсмены | Результат    | Место        | Финал | Результат | Место |
| ------------------------ | ---------- | ------------ | ------------ | ----- | --------- | ----- |
| Винтовка лёжа, 50 метров |            |              |              |       |           |       |
|                          |            |              |              |       |           |       |
| Скит                     |            |              |              |       |           |       |
|                          |            |              |              |       |           |       |
|                          |            |              |              |       |           |       |

Женщины
| Соревнование                       | Спортсмены | Квалификация | Квалификация | Финал | Всего     | Всего |
| Соревнование                       | Спортсмены | Результат    | Место        | Финал | Результат | Место |
| ---------------------------------- | ---------- | ------------ | ------------ | ----- | --------- | ----- |
| Пневматическая винтовка, 10 метров |            |              |              |       |           |       |
|                                    |            |              |              |       |           |       |
|                                    |            |              |              |       |           |       |

### Стрельба из лука
Спортсменов — 3
Женщины
| Соревнование              | Спортсмены                                 | Квалификация | Квалификация | 1/32 финала        | 1/16 финала        | 1/8 финала         | Четвертьфинал      | Полуфинал          | Финал              |
| Соревнование              | Спортсмены                                 | Результат    | Место        | Соперник Результат | Соперник Результат | Соперник Результат | Соперник Результат | Соперник Результат | Соперник Результат |
| ------------------------- | ------------------------------------------ | ------------ | ------------ | ------------------ | ------------------ | ------------------ | ------------------ | ------------------ | ------------------ |
| Индивидуальное первенство | Карина Кристиансен                         |              |              |                    |                    |                    |                    |                    |                    |
| Индивидуальное первенство | Майа Ягер                                  |              |              |                    |                    |                    |                    |                    |                    |
| Индивидуальное первенство | Луиза Лаурсен                              |              |              |                    |                    |                    |                    |                    |                    |
| Командное первенство      | Карина Кристиансен Майа Ягер Луиза Лаурсен |              |              |                    |                    |                    |                    |                    |                    |